# Mendon (Massachusetts)
Mendon é uma vila localizada no condado de Worcester no estado estadounidense de Massachusetts. No Censo de 2010 tinha uma população de 5.839 habitantes e uma densidade populacional de 125,34 pessoas por km².

## Geografia
Mendon encontra-se localizado nas coordenadas 42° 05′ 40″ N, 71° 32′ 42″ O. Segundo o Departamento do Censo dos Estados Unidos, Mendon tem uma superfície total de 46.59 km², da qual 46.03 km² correspondem a terra firme e (1.18%) 0.55 km² é água.

## Demografia
Segundo o censo de 2010, tinha 5.839 pessoas residindo em Mendon. A densidade populacional era de 125,34 hab./km². Dos 5.839 habitantes, Mendon estava composto pelo 97.17% brancos, o 0.38% eram afroamericanos, o 0.03% eram amerindios, o 0.98% eram asiáticos, o 0.03% eram insulares do Pacífico, o 0.48% eram de outras raças e o 0.92% pertenciam a duas ou mais raças. Do total da população o 1.25% eram hispanos ou latinos de qualquer raça.